# Ignaz Gulz
Ignaz Joseph Caspar Gulz (8. ledna 1814 Tomíkovice – 2. října 1874 Vídeň) byl oftalmolog.

## Život
Ignaz Gulz se narodil v Tomíkovicích. Jeho rodiči byli Theresia Gulz, rozená Plischke, a farmář a obchodník s přízí Ignaz Gulz. Ještě jako dítě se s rodiči přestěhoval na statek v nedalekých Skorošicích, kde také chodil do školy. Gulz zůstal po celý život připoután ke své vlasti ve Slezsku a později si koupil ve Skorošicích letní sídlo.
Navštěvoval střední školu v Rychnově nad Kněžnou a v roce 1831 začal studovat filozofii na pražské univerzitě, odkud v roce 1833 přešel na medicínu. Od roku 1835 pokračoval ve studiu na vídeňské univerzitě, kde se v roce 1839 stal doktorem medicíny a v roce 1840 doktorem chirurgie. Gulz poté dva roky pracoval jako asistent Antona von Rosase na Univerzitní oční klinice ve Vídeňské všeobecné nemocnici a v roce 1842 se stal magistrem oftalmologie. V letech 1843 až 1845 podnikl státem podporovanou studijní cestu po Evropě, která ho zavedla do Německa, Belgie, Francie, Anglie, Skotska, Irska a Švýcarska.
Ignaz Gulz otevřel svou vlastní oftalmologickou praxi ve Vídni v roce 1844.Tam také léčil ušní choroby a v roce 1845 se habilitoval jako první přednášející ušní medicíny na vídeňské univerzitě. V. Jedním z jeho nejbližších přátel byl oftalmolog Ferdinand Arlt.
Gulz si vybudoval reputaci jako jeden z nejlepších oftalmologů své doby a jako filantrop. V roce 1850 byl poslán do Haliče a v roce 1852 k polnímu maršálovi J. V. Radeckému z Radče do Itálie, aby léčil trachom, který řádil ve vojenských nemocnicích. Měl s tím velký úspěch. Jedním z jeho nejvýznamnějších pacientů byl srbský kníže Miloš Obrenović, kterému vrátil zrak na jedno oko.
Ignaz Gulz zemřel v roce 1874 ve věku 60 let a byl pohřben na hřbitově ve Währingu.